# Giannis Ritsos
Giannis Ritsos (în greacă Γιάννης Ρίτσος; n. 1 mai 1909, Monemvasia, Peloponez, Grecia de Vest și Insulele Ionice⁠(d), Grecia – d. 11 noiembrie 1990, Atena, Grecia) a fost un poet grec și membru al Rezistenței din timpul celui de-al Doilea Război Mondial.